# Bayview (Texas)
Bayview ist eine Ortschaft im nordwestlichen Teil des zum US-Bundesstaat Texas gehörenden Cameron County.

## Beschreibung
Die als Ortschaft klassifizierte Ansiedlung liegt nördlich des County-Verwaltungssitzes Brownsville und nordwestlich der Hafenstadt Port Isabel. Landschaftlich ist sie Bestandteil des von Landzungen, Kanälen sowie der Barriereinsel Padre Island geprägten Golfküstenebene in Südtexas. Die Vegetation ist von Küstenprärie, Sträuchern sowie Niedrigbaumbewuchs geprägt. Statistisch ist Bayview Teil der Metropolregion Brownsville-Harlingen. Die Entfernung zur Golfküste beträgt rund fünf Kilometer, die zu Brownsville rund 15 Kilometer.
Weitere Ortschaften in der Umgebung sind die Kleinstadt Los Fresnos sowie die Gemeindungen Los Cuatos, Indian Lake und Laureles. Nahe Bayview befinden sich der Isabel-Cameron Regional Airport sowie die Jugendstrafanstalt Port Isabel Detention Center. Bayview wird vom Los Fresnos Consolidated Independent School District bedient. Darüber hinaus können sich Bewohner für Schulen im South Texas Independent School District bewerben.

## Demografie
Die Einwohnerzahl wird erst seit den 1970ern statistisch erfasst. Sie schwankte bis zur Jahrtausendwende zwischen rund 250 und 300 und betrug laut den Daten des United States Census Bureau aus dem Jahr 2016 466 Personen.
232 davon waren männlich, 234 weiblich. 353 Einwohner waren 18 Jahre oder älter, 113 Kinder oder Jugendliche, 129 älter als 65 Jahre. Der Altersmedian betrug 47,9 Jahre. 329 der Befragten bezeichneten sich als Weiße (70,6 %), 131 als Hispanic oder Latino (28,1 %). Sechs Einwohner (1,3 %) gaben an, mehr als einer Ethnie anzugehören. Das Medianeinkommen pro Haushalt belief sich laut Zensus-Angaben auf 56.500 US-Dollar (USD).

Der für die Ortschaft ermittelte Haushalts-Einkommensmedian liegt damit sowohl über demjenigen der USA insgesamt (53.000 USD) als auch dem für den Bundesstaat Texas (51.900 USD). Noch deutlicher überragt er den des Cameron County, welcher sich auf 33.200 US-Dollar beläuft. Die Bewohnerschaft des Ortes, der sich auf seiner Webseite als „Küstenoase“ charakterisiert, ist zu über 30 % in den Bereichen Administration und Management und zu über 13 % im Bereich Erziehung beschäftigt.